# Казка на ніч (фільм, 2018)
«Казка на ніч» (англ. He’s Out There) — американський фільм жахів 2018 року. Світова прем'єра стрічки відбулась на кінофестивалі «FrightFest» в Лондоні 27 вересня 2018 року.

## Сюжет
Лора з двома доньками Кайлою і Медді вирушають на відпочинок у заміський будинок. На подвір'ї дівчата помічають червону нитку, якою обмотані дерева, та йдуть по ній в глибину ліса. Після повернення, мама бачить, що донька ховає щось, але вона не зізнається що саме. Вночі Медді починає блювати. Як виявилось, діти знайшли у лісі стіл з кексами, Медді з'їла один, а Кайла заховала інший для тата. Стан доньки гіршає, жінка намагається повернутися додому, але марно.
Приїжджає голова родини Шон. Він прямує за червоною ниткою, оскільки ворота були зачинені, а телефон не відповідав. Шон доходить до столу, де на нього нападає маніяк. Лора намагається втекти з дітьми. На подвір'ї на них падає труп Шона, крім того вони бачать три ляльки: одна висить в петлі, а дві сидять на гойдалках. Дівчата згадують, що такий самий малюнок вони бачили в книжці з казками.
Лора згадує, що чоловік приїхав на автомобілі та знову робить невдалу спробу втечі. В книжці Лора бачить, що малюнки змінились і показують те, що зараз з ними відбувається. Маніяку вдається зв'язати Лору. Він легко знаходить дівчат, які ховалися під ліжком. Незнайомець розповідає їм свою історію.
Як виявилось, цей чоловік, Джон — парубок, який давно зник, постійно слідкував за їхньою сім'єю. Потім маніяк вдаряє дівчат й вони втрачають свідомість. Лора несподівано нападає на Джона, їй вдається вдарити його сокирою. Жінка з доньками втікає на автомобілі Шона.

## У ролях
| Актор            | Роль  |
| ---------------- | ----- |
| Івонн Страховскі | Лора  |
| Анна Пневскі     | Кайла |
| Джастін Брюнінг  | Шон   |
| Ебігейл Пневскі  | Медді |
| Раян Мак-Дональд | Джон  |
| Джуліан Бейлі    | Овен  |

## Створення фільму

### Виробництво
Основне знімання фільму почали 29 липня 2016 року в регіоні Лорантиди, Канада.

### Знімальна група
- Кінорежисер — Квінн Лашер
- Сценарист — Майк Сканнелл
- Кінопродюсер — Едріенн Біддл
- Композитор — Нейтан Вайтгед
- Кінооператор — Ед Вайлд
- Кіномонтаж — Рік Шейн
- Художник-постановник — Пітер Коско
- Артдиректор — Мартін Гендрон
- Художник-декоратор — Домінік Госселін
- Художник-костюмер — Керол Бідл[5]

## Сприйняття
Фільм отримав негативні відгуки. На сайті Rotten Tomatoes оцінка стрічки становить 42 % на основі 54 відгуки від глядачів (середня оцінка 2,9/5). Фільму зарахований «розсипаний попкорн» від глядачів, Internet Movie Database — 5,3/10 (1 715 голосів).